# Хмелевская, Малгожата
Малгожата Хмелевская — польская активистка сообщества «Хлеб жизни». Родилась 20 марта 1951 года в Познани, Польша.

## Биография
В детстве не получила религиозного воспитания, и увлеклась католицизмом только после окончания Варшавского университета, где изучала биологию. Сначала планировала вступить в орден бенедиктинок, затем — в женскую созерцательную организацию «Малые сёстры Иисуса», однако в итоге Хмелевская остановила свой выбор на «Хлеб Жизни», членом которой и является с 1990 года.
Работала в качестве катехизатора в приюте для слепых при одном из варшавских костёлов, а также помогала женщинам, содержащимся в тюрьме Мокотув, что находится на улице Раковицкой в Варшаве.
В настоящее время женщина-филантроп является членом общества «Хлеб Жизни», оказывает помощь бедным, больным, одиноким матерям, бездомным.
Неоднократно подчёркивала, насколько важна роль социальной экономики в жизни современного общества. Крайне обеспокоена судьбой незащищённых слоёв общества, и потому создала мануфактуру, на которой работают нищие. Продукты, произведённые ими, продаются через Интернет.